# 互叶红砂
互叶红砂（学名：Reaumuria alternifolia）为柽柳科红砂属下的一个种。